# Bossi (famiglia)
Nobile famiglia di Milano, nota sin dal XII secolo, che diede podestà e consoli a Pavia e Padova.

## Esponenti illustri
- Tosabue Bossi (XII secolo), console di giustizia
- Arnoldo dei Bossi (XIII secolo)[1]
- Vassallino Bossi (?-1379 ca.), giureconsulto
- Francesco Bossi (?-1435), vescovo di Como
- Luigi Bossi (?-1452), condottiero al servizio degli Sforza
- Teodoro Bossi (?-1449), politico
- Donato Bossi (1436-1502), scrittore
- Francesco Bossi (?-1584), vescovo di Novara
- Gerolamo Bossi (1588-1646), letterato
- Carlo Bossi (1669-1753), vescovo di Vigevano